# Provincia del Huallaga
La provincia del Huallaga es una de las diez que conforman el departamento de San Martín en el norte del Perú.
Limita por el norte con el departamento de Amazonas y la provincia de Moyobamba, por el este con la provincia de El Dorado y la provincia de Bellavista, por el sur con la provincia de Mariscal Cáceres y por el oeste con el departamento de La Libertad.

## Historia
La provincia del Huallaga es creada con su capital la ciudad de Tarapoto, que abarcaba desde Tingo María (Huánuco) hasta Tarapoto, mediante ley del 11 de septiembre de 1868, en el gobierno del presidente José Balta y Montero. Luego, se crea la provincia de San Martín con su capital Tarapoto; y la provincia de Huallaga continúa como tal, pero con su capital, la ciudad de Saposoa, mediante ley del 25 de noviembre de 1876.

## División administrativa
La provincia tiene una extensión de 2380,85 km² y se divide en 6 distritos:
1. Alto Saposoa
2. Saposoa
3. Piscoyacu
4. Eslabón
5. Sacanche
6. Tingo de Saposoa

## Población
La provincia tiene una población aproximada de veinticinco mil habitantes.

## Capital
La capital de esta provincia es la ciudad de Saposoa, también llamada Ciudad de las Colinas por estar rodeada de colinas en todos los flancos; ubicada a 303 m s. n. m.

## Autoridades

### Regionales
- Consejero regional
  - 2019-2022:[1] Áurea Luz Vargas Tuanama, de Vamos Perú.

### Municipales
- 2022-2026[1]
  - Alcalde: Rolando Zarria Reynoso, Alianza para el Porgreso.
  - Regidores:

  1. Nolvin Sajami Ruiz (Vamos Perú)
  2. Víctor Hugo Recuenco Huamán (Vamos Perú)
  3. Américo Herrera Manchay (Vamos Perú)
  4. Sofía Sandoval Ramírez (Vamos Perú)
  5. Milagros Safra Pérez (Vamos Perú)
  6. Roger Navas Ruiz (Acción Popular)
  7. Julia Ysabel Díaz Solano (Alianza para el Progreso)

### Policiales
- Comisario

## Festividades
- Julio: Virgen del Carmen
- Septiembre: San Miguel